# 양영태 (법조인)
양영태(梁永泰, 1940년 ~ )는 대한민국의 판사를 역임한 법관 출신 법조인이다.
서울대학교 법과대학에서 학사 학위를 받은 그는, 검사를 거쳐 1974년 광주고등법원 판사, 1984년 광주지방법원 부장판사 등을 역임하였다.
광주고법 재직 중 부장판사 노병인과 함께 1976년 5월에 발생한 `박정희 대통령이 무력으로 집권했다'는 등의 발언을 해 긴급조치 9호 등 위반 혐의로 기소되고 1심에서 징역 3년에 집행유예 5년을 선고받았던 농민에게 원심을 깨고 판결에서 무죄를 선고하였다. 이때 무죄판결의 이유로 피고인이 한결같이 부인하고 있고 아직 마을 사람들의 증언이 일관화 되지 못하다고 선언하였다.
이 사건은 1976년 대법원에서 검찰의 상고가 기각돼 확정됐다.
그러나 부장판사 노병인은 1979년 변호사로 개업했고, 사건의 주심을 맡았던 그는 인사에서 불이익을 받다가 1984년 법복을 벗었다고 한다.
퇴임 후 변호사가 되어 양영태법률사무소 대표로 활동하고 있다.